# Dynasty (film, 1977)
Pour les articles homonymes, voir Dynasty.
Pour plus de détails, voir Fiche technique et Distribution.
Dynasty (千刀万里追, Qian dao wan li zhu) est un film réalisé par Chang Mei-chun, sorti en 1977.

## Fiche technique
- Titre : Dynasty
- Titre original : 千刀万里追 (Qian dao wan li zhu)
- Réalisation : Chang Mei-chun
- Scénario : Liu Kuo-hsiung
- Photographie : Chen Jung-shu
- Pays d'origine : Taïwan - Hong Kong
- Genre : action
- Date de sortie : 1977

## Distribution
- Tan Tao-liang : Sao Chin Tan
- Pai Ying : Eunuch Chow
- Kang Chin : Général Lu Kuai
- David Wei Tang